# Базанова, Лидия Андреевна
Лидия Андреевна Базанова (28 марта 1920, Пушкино, Тверская губерния — апрель 1944) — участница Великой Отечественной войны, партизанка-разведчица.

## Биография
Родилась в деревне Пушкино Тургиновского района (ныне Калининского) в большой семье. Мать, Евдокия Ивановна, работала свинаркой в подсобном хозяйстве торфопредприятия, отец, Андрей Селиверстович, работал в заводском отделе снабжения и часто бывал в служебных командировках. Старший брат Лидии, Михаил был занят на заводе, брат Анатолий был глухонемым от рождения, младшая сестра Анастасия, как и Лида, училась в Редкинской школе №1.
По воспоминаниям учителя  Редкинской фабрично-заводской семилетки (затем школа №1) Митёкина Бориса Павловича:     « …Мои предметы, историю и географию, Лида очень любила. Но с ещё большим удовольствием она занималась немецким языком, что в дальнейшем помогло ей попасть в разведчицы. Лида была активна во всем: болела за честь класса и школы,…выпускала стенгазету. Кто-то однажды сорвал критическую заметку. Лида нашла виновника и заставила заново написать и приклеить на место. В то время пионерские отряды работали при профсоюзных клубах. Клуб находился за полтора – два километра от школы. Лида часто ходила туда, увлекая за собой ватагу ребят. И в доме Базановых всегда было много детей, словно в современной группе продлённого дня. Дети тянулись к ней, потому что она умела быть заводилой в играх, в походах по грибы, ягоды. Она все могла: сходить четыре раза на фильм «Чапаев» и подраться «на кулачках», защитить слабого. Она всегда была честной. Только один раз обманула маму,  купив на присланные деньги  не туфли для себя, а гитару для общежития текстильного техникума…».
Окончив семилетнюю школу в 1937 году, поступила в Калининский текстильный техникум. После его окончания в 1941 году работала на прядильной фабрике им. М. И. Калинина до самой оккупации города.  По воспоминаниям подруги Ани Кошелевой  с оккупации они с Лидой покинули город, добрались до родных Лиды в Горбатове (Горьковская область), устроились на Горьковский автозавод контролёрами. Лида всё время мечтала о фронте.  В мае 1942 года она была зачислена по путевке ЦК ВЛКСМ  на курсы  радистов - разведчиков при 40-м отдельном запасном радио батальоне, которые успешно закончила в августе 1942 года. Лида в совершенстве овладела немецким языком. Ей было присвоено звание старшего сержанта.

Красноармейская книжка

В августе 1942 года она была заброшена в тыл врага в районе Сталинграда. Затем вновь учеба с целью подготовки к заброске в оккупированную Белоруссию. В августе 1943 года Лида Базанова, теперь Лида Карчевская, и Аня Кошелева были сброшены с парашютами в Бобруйские леса, находившиеся под контролем белорусских партизан. Здесь Лида установила связь с партизанами «Дяди Миши» (М.П. Самсоник), опытной подпольщицей и «тетушкой» А.Г. Питкевич, создала подпольную группу, которая снабжала ее сведениями о передвижении немецкой военной техники. Лиду трижды засекали гитлеровцы, пеленговали, но каждый раз с помощью «Дяди Миши» она уходила от преследования, и радиостанция вновь работала. Ценнейшая информация, которую Лида передавала в центр, использовалась при подготовке операции по освобождению Белоруссии от фашистских захватчиков. Затем она действовала в Бресте с декабря 1943. Сначала у Лиды был позывной «Птица», затем                «Горлица».
10 марта 1944 г. Большая земля передала ей теплые слова: поздравление с наградой орденом Отечественной войны 2 степени. Восемь месяцев ей удавалось работать под носом у немцев, в сложных условиях (работала уборщицей у герра Мозера, и вела наблюдение за движением эшелонов).
8 апреля Лида была схвачена гитлеровцами во время сеанса и в дальнейшем расстреляна, о её подвиге стало известно на родине в 1966 году после публикации Н. Мара статьи «Ласточка» в газете «Правда» 14 марта 1966 года.
Сейчас останки Лидии Базановой покоятся на братском воинском захоронении в Белоруссии, на территории Бреста.

## Память
Именем Лидии Андреевны Базановой названы улицы в Твери (в 1966 году, переименована улица Солодовая) и в пос. Редкино Конаковского района (1972). Подвигу Лидии Базановой посвящены экспозиции в областном Молодёжном музейно-выставочном центре имени Л. Чайкиной и в Тверском текстильном техникуме.
На улице им. Л. Базановой в Твери на одном из зданий открыта мемориальная доска в её честь. Памятная доска установлена и в городе Брест. Кроме того, издана книга А. Н. Карпова «Лидия Базанова. Военная разведчица».